# Charles Starrett
Charles Starrett (28 de marzo de 1903 - 22 de marzo de 1986) fue un actor estadounidense conocido por su papel protagonista en la serie cinematográfica de westerns Durango Kid, producida por Columbia Pictures. 

## Biografía
Nacido en Athol, Massachusetts, se graduó en la Worcester Academy en 1922 y continuó sus estudios en el Dartmouth College. Estando en el equipo de fútbol americano de Dartmouth, fue contratado para actuar como jugador en el film de 1926 The Quarterback. En 1930 interpretó Fast and Loose, junto a Miriam Hopkins, Carole Lombard y Frank Morgan. En los dos años siguientes trabajó de manera constante, aunque en papeles menores. En 1933 fue seleccionado para actuar en Our Betters, y ayudó a organizar el Screen Actors Guild, y en 1936 firmó un contrato con Columbia Pictures que le convirtió en una estrella del western, protagonizando 115 películas en los siguientes 16 años. 
Tras variadas interpretaciones como sheriff y ranger, a Starrett le llegó la fama por su papel como el Durango Kid. El primer film en el cual interpretó al personaje fue  The Durango Kid, estrenado en 1940, pero Columbia decidió no continuar con la serie en ese momento. El personaje se retomó en 1944, y se mantuvo hasta 1952. Dub Taylor, como "Cannonball", trabajó con Starrett hasta 1946. En esas fechas Smiley Burnette, compañero muy popular de Gene Autry, reemplazó a Taylor. Burnette interpretó a un personaje llamado Smiley Burnette. En las películas de la serie se mostraban espectaculares escenas de acción llevadas a cabo por Jock Mahoney. Además, en cada film intervenía un grupo musical interpretando música western. 
Starrett finalizó su carrera de actor a los 48 años de edad, cuando la serie Durango Kid llegó a su término. Falleció en 1986 en Borrego Springs, California, a causa de un cáncer. Sus restos fueron incinerados.